# Talk (DJ Snake)
Talk is een single van de Franse producent DJ Snake en de Australische zangeres George Maple. De single is uitgebracht op 2 juni 2016 en haalde in Vlaanderen de Top 10. In Nederland werd de single geen hit.